# 哈奇森冰原島峰
76°17′S 143°27′W / 76.283°S 143.450°W
哈奇森冰原島峰（英語：Hutcheson Nunataks）是南極洲的冰原島峰，位於瑪麗伯德地，處於菲利普斯山脈和埃伯利冰原島峰之間，由美國研究隊發現和繪入地圖，現時由南極條約體系管理。